# Pien Lefranc

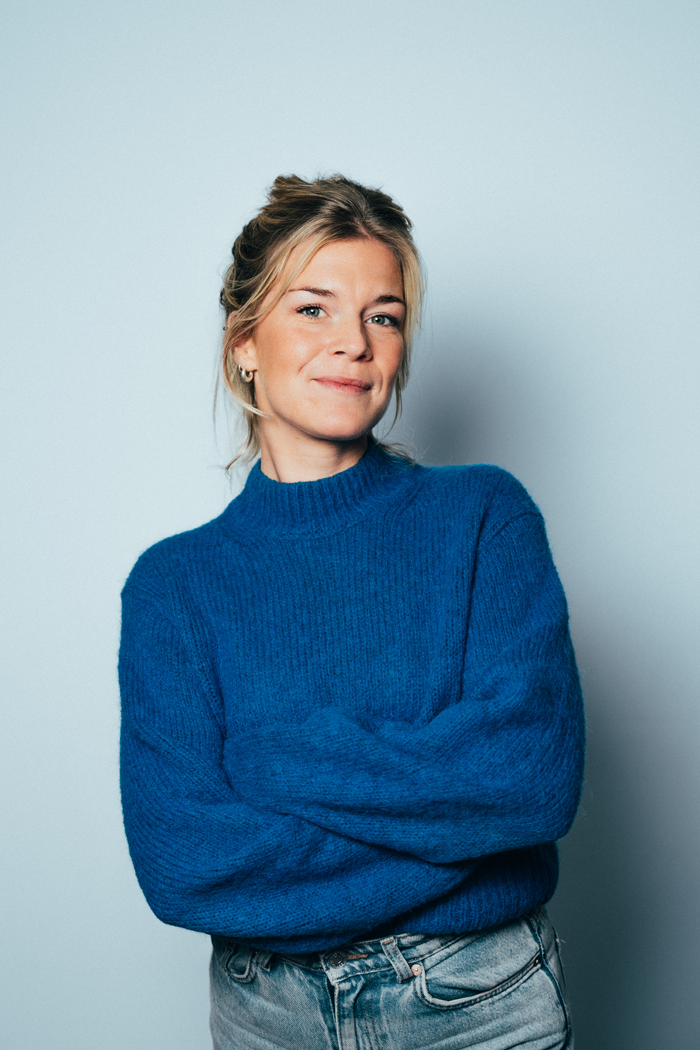

Pien Lefranc (Kapelle-op-den-Bos, 1 april 1994) is een Belgische radio- en televisiepresentatrice. Sinds 2021 is ze te horen op Studio Brussel.

## Carrière
Lefranc studeerde eerst af als orthopedagoog. Daarna volgde ze een jaar kleinkunst aan het Brusselse conservatorium en studeerde ze de bachelor radio aan het RITCS. Ze werkte ondertussen ook bij BRUZZ, en was te horen op XL Air. In 2021, het jaar waarin ze aan haar master was begonnen, kwam ze in contact met Jan Van Biesen, toenmalig nethoofd van Studio Brussel. Ze werd aangenomen, en zette haar studies stop. Eind 2021 presenteerde Lefranc De Warmste Week samen met Sander Gillis. Begin 2022 presenteerde ze samen met Sam De Bruyn en Rik De Bruycker de wedstrijd De Nieuwe Lichting. Ook viel ze samen met De Bruyn in voor Eva De Roo, en presenteerden ze tot aan de paasvakantie elke weekdag een blok in de vooravond. In maart 2022 was ze samen met Vincent Fierens te horen op Radio2, Qmusic, Studio Brussel, Joe, MNM en Nostalgie voor de actie Oekraïne 12-12 van het Belgisch Consortium voor Noodhulpsituaties.
In de zomer van 2022 presenteerde ze Bus Belgica voor StuBru, waarin ze Belgische festivals bezocht. In september van dat jaar kreeg ze haar eigen middagblok op de zender, De Piencode. Op vrijdagmiddag presenteerde ze Bijna weekend! samen met De Bruyn. Haar stem werd in die periode een van de vaste stemmen van de vernieuwde streamingdienst VRT MAX. Ze sprak hiervoor onder andere reclamespots in. Ze werd ook een van de presentatrices van Vlaanderen Vakantieland op VRT 1. Hierin had ze haar eigen rubriek CoPien De Route. Ze nam deel aan de televisiequiz De dag van vandaag, naast Jonas Geirnaert en Joke Emmers. Voor De Warmste Week 2023 was ze naast Manu Van Acker een van de twee Vliegende Reporters.

## Varia
- Lefranc is de kleindochter van beeldhouwster Monique Mol.[2]
- Lefranc woont in Brussel.[1]